# Charles-Frédéric Rau
Pour les articles homonymes, voir Rau.
 (mars 2011).
Frédéric-Charles Rau, né à Bouxwiller (Bas-Rhin) le 3 août 1803 et mort à Paris le 10 avril 1877, est un juriste français, professeur à la faculté de droit de Strasbourg. Fils de Paul-Louis Rau (-Schloesing) 1778-1851 et de Charlotte Elisabeth Kuss 1771-1837. Son nom est associé à celui d'un autre universitaire strasbourgeois, Charles Aubry, avec qui il publia un ouvrage juridique de référence connu sous le nom de « Aubry et Rau ». Conseiller à la Cour de cassation, Charles-Frédéric Rau fut également membre laïque du Directoire du Consistoire général de l'Église de la Confession d'Augsbourg.

## Biographie
Titulaire d'un doctorat, Charles Rau devient juge suppléant en 1832 au barreau de Strasbourg, avant de revenir au monde universitaire pour incarner la fonction de professeur suppléant de 1833 à 1834, et enfin celle de professeur de Code Civil à partir de 1841, dans sa faculté d'origine.
Charles Rau est admiré au barreau de Strasbourg pour la clarté de ses raisonnements et la fermeté de ses discussions. Cette admiration lui a valu d’être pendant longtemps bâtonnier de l’ordre des avocats au barreau de Strasbourg. Il ne passe pas non plus inaperçu dans le monde universitaire, étant considéré comme l’« un des  professeurs les plus distingués de la faculté ». 
Il collabore avec Charles Aubry dont le travail est considéré comme la rencontre de l’esprit latin et germanique. Aubry, recherchant à faire fructifier l’esprit par un raisonnement et Rau toujours partisan de la recherche d’une signification pratique d’un raisonnement théorique. Les deux juristes, forts d’esprit et de complicité, entament une carrière littéraire soutenue. Ils publient pour la première fois en 1838, leur œuvre majeure publiée à plusieurs reprises : Cours de droit français traduit de l’allemand, par M.C.S. Zachariae. Considérée comme une simple traduction, la troisième édition fait ressentir l’apport des deux auteurs et prend le titre de Cours de droit civil d’après la méthode de Zachariae (1869 à 1877), pour abandonner ensuite toute référence à Zachariae.
Aubry et Rau, admirés pour leur langue et leurs compétences juridiques, sont depuis une vingtaine d’années beaucoup moins lus  à cause de leur excès de concision, de leur technicité et de leur abstraction. Leur autorité décline peu à peu, après avoir été la plus grande gloire de la littérature juridique française.
Il est inhumé au cimetière du Père-Lachaise (53e division). Il avait épousé Louise Laure Liebold 1818-1905, et fut le père du général de division Frédéric Paul Sidney Rau 1841-1924 (Commandeur de la Légion d'Honneur).
À Strasbourg, dans le Quartier des XV, une voie – la rue Aubry et Rau – porte le nom des deux juristes.